# Lasianthus gardneri
Lasianthus gardneri är en måreväxtart som först beskrevs av George Henry Kendrick Thwaites, och fick sitt nu gällande namn av Joseph Dalton Hooker. Lasianthus gardneri ingår i släktet Lasianthus och familjen måreväxter. IUCN kategoriserar arten globalt som sårbar.
Artens utbredningsområde är Sri Lanka. Inga underarter finns listade i Catalogue of Life.